# Chanson russa
La chanson russa (in russo русский шансон?, russkiy shanson) è un tipo di musica leggera diffusa in Russia.

## Storia
La chanson ha avuto origine dai canti intonati dai prigionieri (blatnaya pesnya) risalenti all'epoca dell'Impero russo. Originariamente allegri in quanto servivano a mantenere alto il morale, con l'instaurazione dell'Unione Sovietica e la salita al potere di Stalin, i testi di quei brani sono divenuti più cupi e hanno iniziato a esprimere il dissenso nei confronti dell'attuale regime, motivo per cui erano proibiti. Tali canti si sono diffusi tra gli studenti sovietici e l'intellighenzia anticonformista negli anni cinquanta durante il disgelo di Nikita Chruščёv, che ha permesso a milioni di prigionieri dei gulag di tornare nelle loro case. Durante la metà degli anni sessanta la chanson si è diffusa grazie ai registratori a nastro e ha avuto particolare fortuna tra i cosiddetti bardi che intonavano tale musica servendosi di una sola chitarra come accompagnamento; tuttavia, dal momento che non erano approvati dalla classe dirigente, questi musicisti hanno spesso eseguito le canzoni di prigionia durante le feste studentesche private. Dopo la caduta dell'Unione Sovietica i testi che caratterizzano il genere hanno continuato a mantenere la loro verve malinconica, ma è cambiato musicalmente, divenendo più professionale ed ereditando elementi da stili musicali occidentali come il pop, il rock e il jazz. Sebbene molti funzionari russi osteggino ancora oggi il genere (uno di questi, il procuratore generale russo Vladimir Ustinov, ha definito i brani chanson "propaganda della sottocultura criminale"), vi sono numerosi politici che invece tollerano o apprezzano il genere. A conferma di ciò, l'artista chanson Alexander Rosenbaum è stato insignito del titolo di artista del popolo russo da Vladimir Putin e membro della Duma del partito Russia Unita.
Dopo un declino di popolarità registrato negli anni dieci, la chanson russa è riuscita a riemergere nel decennio successivo principalmente grazie allo streaming e all'hip hop, nonostante non risulti rispettare le caratteristiche del «mainstream»; Gio Pika è considerato uno dei principali esponenti del genere, che incorpora uno stile ispirato agli anni novanta e zero.